# Degskrapa

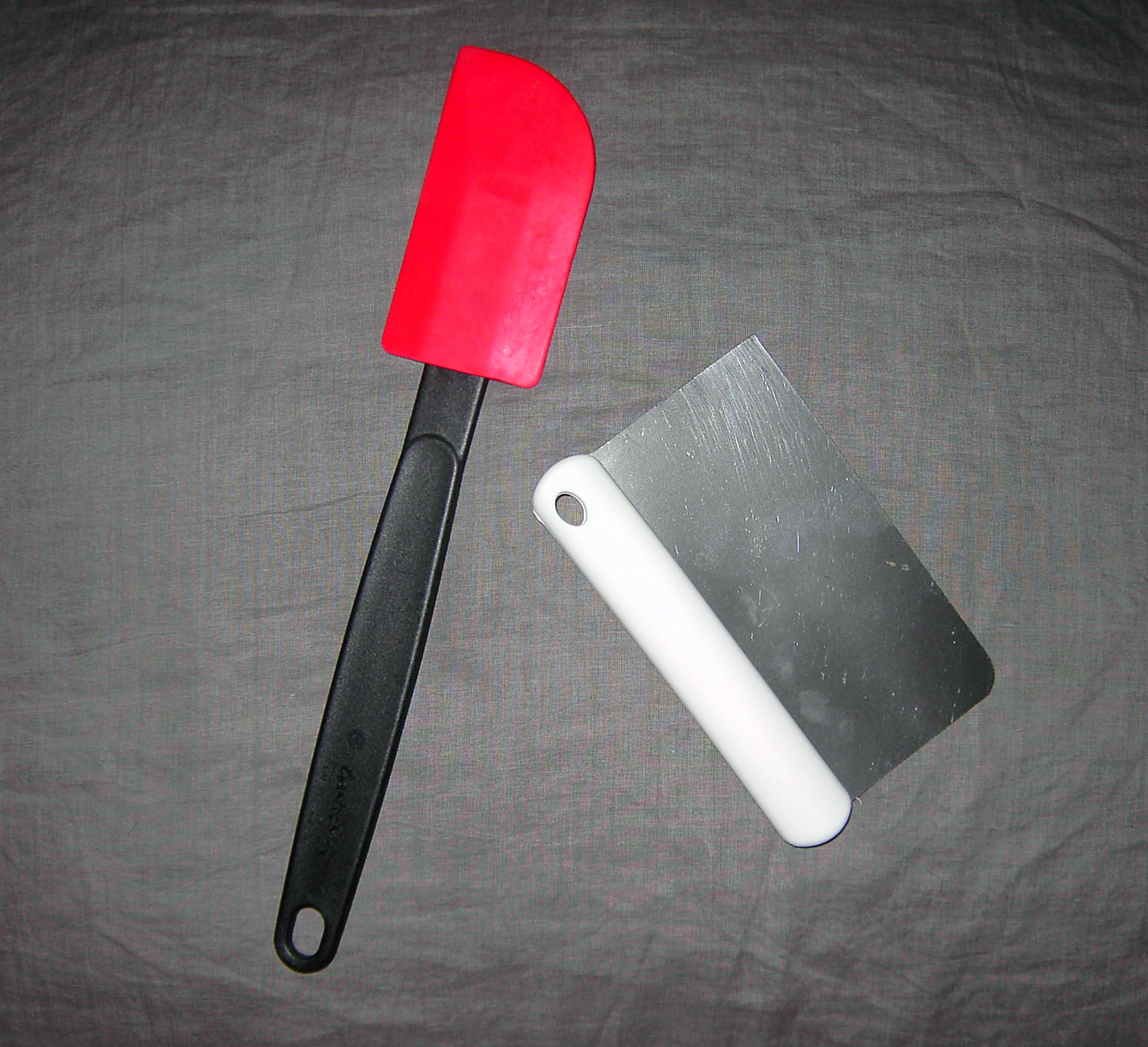
Olika typer av degskrapor. Den typ av degskrapa som på bilden visas med rött gummiblad benämns vanligen slickepott.

En degskrapa kan vara två typer av köksredskap. Antingen avses ett redskap med rektangulärt, trubbigt skärblad av metall eller hårdplast och integrerat handtag i plast eller trä. Det kan användas för att skrapa bort deg som fastnat på till exempel ett bakbord eller för att dela upp degen i mindre bitar.
I annat fall avses ett redskap, som i dagligt tal benämns slickepott. Detta är ett köksredskap med blad av gummi och skaft av stål, plast eller trä, som används för att skrapa ut sista resterna av till exempel en smet ur en bunke. Slickepottar finns i olika storlekar och färger.